# 渋谷公会堂
渋谷公会堂（しぶやこうかいどう、英: Shibuya Public Hall）は、東京都渋谷区宇田川町にある公会堂（ホール）。施設は渋谷区が所有し、渋谷公会堂プロジェクトチーム（株式会社アミューズ、LINE株式会社、株式会社パシフィックアートセンター）が指定管理者として運営管理を行っている。
通称「渋公」。渋谷区役所に隣接し、初代は1964年（昭和39年）開業、2015年（平成27年）閉館。2代目は2019年（令和元年）竣工。指定管理者制度により株式会社パシフィックアートセンターが管理・運営を担当。2019年6月1日から2029年3月31日までLINEヤフー（旧：LINE株式会社）が命名権を保有し、その間は名称がLINE CUBE SHIBUYAとなる（後述）。
後述の施設建て替えのため、2015年10月4日をもって一旦閉館。2019年10月13日に開館された。

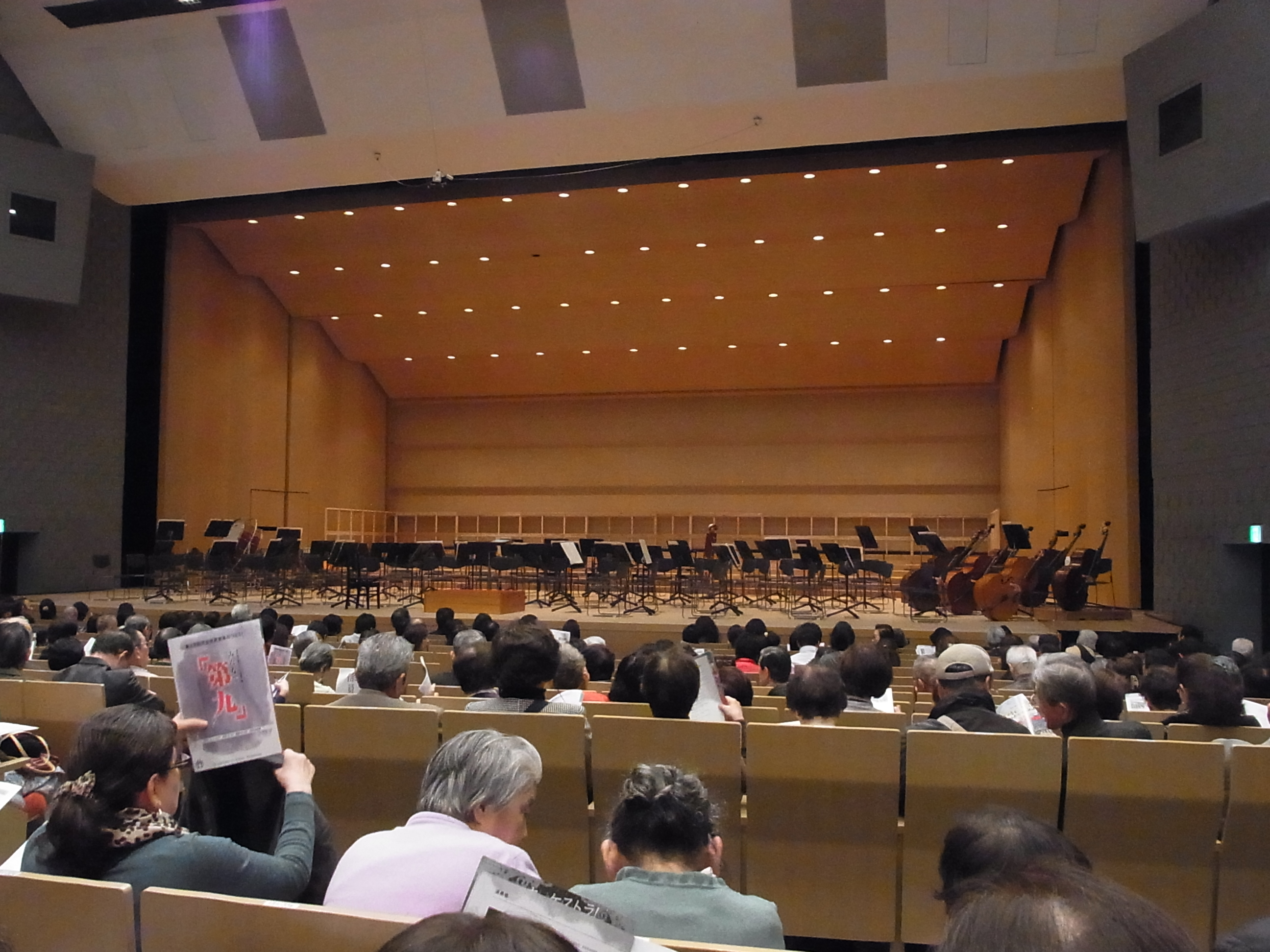
ホール（2011年12月3日撮影）

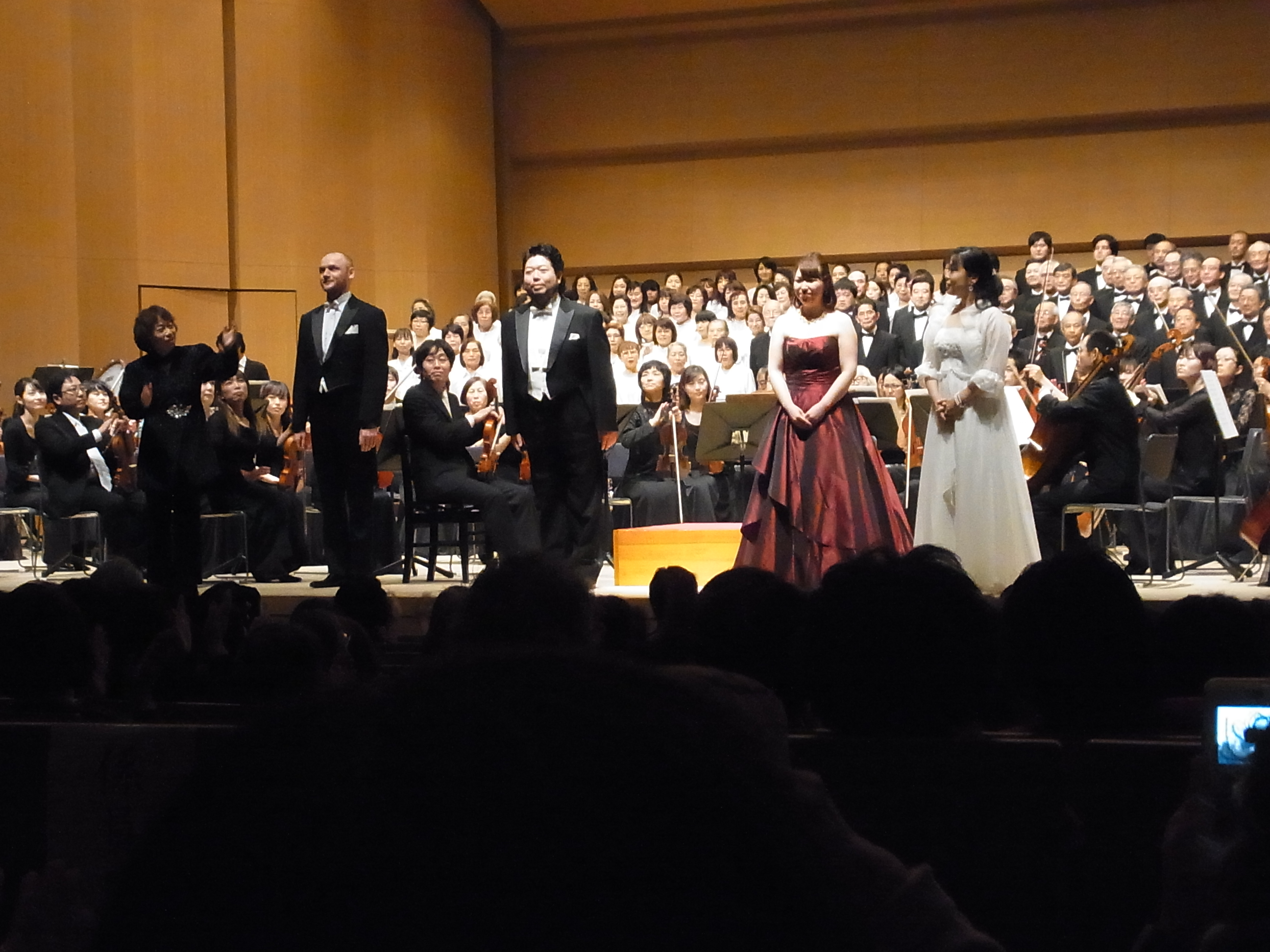
区民による第九コンサート（2011年12月3日撮影）

## 概要
閉館前の本館は音楽堂としての評価が高く、作曲家・黛敏郎に「クラシック音楽に最適」と評されたほか、2009年（平成21年）には日本音響家協会による『音響家が選ぶ優良ホール100選』に選出された。
また、NHK放送センターの正面、渋谷公園通り沿いに立地する2,000人規模の会場という特性もあり、国内外のミュージシャンや歌手のコンサートライブ会場として使用されることが多く、ミュージシャン・歌手にとってはこのホールでの公演の実施・成功が、世間大衆から一流への登竜門、あるいは人気のバロメーターのようにみなされることもある。
1964年東京オリンピックのウエイトリフティング競技の会場として使用され、施設内には「東京オリンピックメモリアルプレート」が設置されていた。かつては回転舞台も名物となっていたが、使用頻度の減少と維持費の増大などから、2005年（平成17年）の改装を機に撤去された。

## 歴史
連合国軍占領下の日本にて設置された在日米軍施設「ワシントンハイツ」の跡地に、国立代々木競技場・NHK放送センター・渋谷区役所などともに建設された。太平洋戦争以前、一帯は大日本帝国陸軍の代々木練兵場で、渋谷公会堂の付近には衛戍監獄（陸軍刑務所）が設置されていた。
施設が竣工した1964年東京オリンピックのウエイトリフティング競技会場として使用された。その翌年になって改めてコンサートホールとして開業した。設計は建設モード研究所。
ホールは1975年（昭和50年）頃から人気テレビ番組 『8時だョ!全員集合』（TBS）の公開録画会場としてしばしば使われた。また、歌番組 『NTV紅白歌のベストテン』、『ザ・トップテン』、『歌のトップテン』（日本テレビ系）の公開生放送にも、1988年の秋頃まで使用されていた。
12月第1土曜日には、渋谷区の第九コンサートが行われる。また、風変わりなコンサートとして、1981年（昭和56年）12月3日には大瀧詠一の企画による『ヘッドフォンコンサート』という、観客が自身のヘッドフォンを持参し、小型のFMラジオを取り付けた座席でステージの上の演奏をヘッドフォンを通して聴くという試みが行われた。これは、ライブ録音を可能とするスタイルである。
渋谷公会堂が“ロックの殿堂”と呼ばれるようになったきっかけは、1983年（昭和58年）2月13日〜2月15日の浜田省吾3DAYSとされる。
1987年（昭和62年）12月24日には、ロックバンド「BOØWY」のコンサート（1224を参照）が行われた。その最中に氷室京介が突然の解散宣言をし、会場に入れなかったファンが会場に向けて暴動を起こし、公会堂のガラスが割られるという事件も発生した。

### 全面改装
施設では2005年（平成17年）7月から改修工事が進められ、翌年10月1日に完了した。改修前には、天井の建材にアスベストが使われていることも問題となった。改修によって回転舞台は撤去され、舞台の真下にあった迫（せり）の機械室は、改装時に潰した上で出演者の控え室へと改められた。
宝塚・松竹・日劇のOGによる公演が、改装後のこけら落しとなった。

### 「C.C.レモンホール」
改装時、渋谷区は新たな収入源を確保する試みとして、公会堂の命名権（ネーミングライツ）を、広告会社・電通に売却した。この際に売却された命名権は2006年（平成18年）10月1日からの5年間を契約期間とし、売却額は年間8,000万円に消費税を加えた計4億2,000万円である。この権利は、電通を通じてサントリーが取得、自社の炭酸飲料の商品名を冠して、「渋谷C.C.Lemonホール（しぶやシーシーレモンホール）」と命名した。
この結果、渋谷公会堂は、iichiko総合文化センター、宝山ホール、東京エレクトロン韮崎文化ホールに続いて全国で4カ所目のネーミングライツホールとなり、建物の正面には、C.C.レモンの大きな看板が掲げられた。
契約期間の終了時、サントリーは「商品の認知度を高めるという当初の目的は達成した」として、契約の延長を行わなかった。この結果、2011年（平成23年）9月30日には「C.C.Lemonホール」の表示や看板も撤去され、翌10月1日には5年ぶりに「渋谷公会堂」の呼称が公式にも復活した。この命名権について渋谷区は、新たな契約者を募集していた。

### 解体・建て替え
渋谷区は2013年2月に桑原敏武区長（当時）が「施設の老朽化のため、渋谷区役所庁舎及び渋谷公会堂を解体し、建て替えたい」という方針を表明。その後渋谷区議会で特別委員会を設置して区役所と公会堂の今後について検討を重ね、2013年9月に渋谷区議会本会議で渋谷区役所庁舎及び渋谷公会堂の建て替えを賛成多数で決議した。
これにより、渋谷公会堂は2015年10月4日に開催された沢田研二のコンサートライブを最後として閉館され、解体、建て替え工事が行われることとなった。沢田の渋公ラストコンサートは10月2日から3日間行われ、「最後の渋公3days」としてファンが全国から集まり、沢田とともに渋公への感謝と別れを告げたラストステージとなった。
改装後の運営は5団体の公募の中から2019年2月1日から当時区内に本社を置いていた芸能事務所アミューズ を中心として、LINE株式会社、渋谷公会堂時代の指定管理者であるパシフィックアートセンターからなる団体「渋谷公会堂プロジェクトチーム」が指定管理者となる。ネーミングライツは新しくLINEが取得 し（2019年6月1日から2029年3月31日まで、年額1億2000万円・税別）、新しい名称は「LINE CUBE SHIBUYA」と決定。10月13日にリニューアルオープン、こけら落としには、アミューズに所属するPerfumeの公演が行われた。
- 公園通り側の外観（2019年12月撮影）
- 同左、エントランス廻り（2019年12月撮影）
- 旧渋谷区役所ビルから見た解体前の渋谷公会堂（2015年撮影）

## 交通
- 渋谷駅、原宿駅、明治神宮前〈原宿〉駅から徒歩約13分
- 渋谷駅、初台駅、幡ヶ谷駅、中野坂上駅、新中野駅、中野駅の各駅から

京王バス「渋63・64」「宿51」で「渋谷区役所」下車、徒歩2分
- 新宿駅、参宮橋駅、代々木公園駅、代々木八幡駅の各駅から

「宿51系統」で「渋谷区役所」下車、徒歩2分
- 若松河田駅、四谷三丁目駅、千駄ケ谷駅、原宿駅の各駅から

都営バス「早81 早大正門行」で「渋谷区役所前」下車、徒歩2分
- 明治神宮前〈原宿〉駅から

徒歩13分、またはハチ公バス「神宮の杜ルート」で「渋谷区役所」下車、徒歩2分

## 周辺の施設
- 渋谷区役所 - 隣接
- NHK放送センター
  - NHKホール
- 代々木公園
- 国立代々木競技場
- 渋谷東武ホテル
- Shibuya eggman - ライブハウス